# Graham Tainton
Guthrie Graham Tainton, född 17 september 1927 i Sydafrika, död 6 december 2024 i Hägersten, Stockholm, var en sydafrikansk-svensk koreograf och dansare.

## Biografi
Tainton kom till Sverige 1959 med den stora musikensemblen Golden City Dixies. Tillsammans med fem andra medlemmar i ensemblen hoppade han av och bosatte sig i Stockholm. 1962 gifte han sig med Lill Sjöström (f. 1942), och de fick dottern Blossom samma år. I sitt senare äktenskap med Kristina Palmgren (f. 1945) blev han far till Kelly, Themba och David. Han var kusin till Miriam Makeba.
Tainton var koreograf åt Abba och har under senare år medverkat bland annat i UR:s Living Room där han berättat om sin tid i Sydafrika med Desmond Tutu som präst och Nelson Mandela som den advokat som fick honom befriad från fängelse under apartheid. Han var domare och medverkade i tv-programmet Floor Filler. 2016 hyllades och intervjuades den 88-årige Tainton i Let's Dance.

## Verk

### Filmografi
- 2006 – Wellkåmm to Verona

### Teater

#### Koreografi
| År   | Produktion                                                               | Upphovsmän                                               | Regi               | Teater                  |
| ---- | ------------------------------------------------------------------------ | -------------------------------------------------------- | ------------------ | ----------------------- |
| 1967 | Den jäktade Den stundesløse                                              | Ludvig Holberg Bearbetning Tomas Böhm                    | Kotti Chave        | Skansens friluftsteater |
| 1980 | Hoppla, vi lever! Hoppla, wir leben!                                     | Ernst Toller Översättning Carl Torell                    | Fred Hjelm         | Stockholms stadsteater  |
| 1982 | Maratondansen They Shoot Horses, Don't They?                             | Horace McCoy Översättning Lars Björkman                  | Fred Hjelm         | Stockholms stadsteater  |
| 1982 | Det är ju min show I'm Getting My Act Together and Taking It On The Road | Nancy Ford och Gretchen Cryer Översättning Beppe Wolgers | Lars Göran Carlson | Chinateatern            |
| 1983 | Gisslan The hostage                                                      | Brendan Behan Översättning Kåre Santesson                | Kåre Santesson     | Stockholms stadsteater  |

#### Roller
| År   | Produktion             | Upphovsmän                          | Regi           | Teater                 |
| ---- | ---------------------- | ----------------------------------- | -------------- | ---------------------- |
| 1962 | Medverkande i danserna | Resan (Le voyage) Georges Schehadé  | Alf Sjöberg    | Dramaten               |
| 1983 | Prinsessan Grace       | Gisslan (The Hostage) Brendan Behan | Kåre Santesson | Stockholms stadsteater |